# Marțian Dan
Marțian Dan (n. 23 noiembrie 1935, Șoimuș, România – d. 8 martie 2002, Lisabona, Portugalia) a fost un politician român, președintele Camerei Deputaților în legislatura 1990-1992, ales deputat de Vaslui din partea Frontului Salvării Naționale (FSN) la alegerile din 20 mai 1990. La alegerile legislative din 1992 și la alegerile legislative din 1996 a fost reales în același județ, din partea Frontului Democrat al Salvării Naționale (FDSN), respectiv Partidului Democrației Sociale din România (PDSR).

## Biografie
Marțian Dan a fost student, în perioada 1954-1955, al Facultății de Economie Generală din cadrul Academiei de Studii Economice București, iar între 1955-1960 a urmat cursurile Facultății de Istorie la Universitatea „M.V. Lomonosov” din Moscova. Dan Marțian a devenit membru PCR în 1959. A urmat o carieră didactică la Facultatea de Istorie-Filosofie a Universității din București (1960-1989), iar în anii 1971-1972 a fost ministru pentru problemele tineretului. Ulterior a fost înlăturat din viața politică și, timp de 15 ani, până în decembrie 1989, a desfășurat doar activitatea la catedră. Marțian Dan a fost unul dintre fondatorii Consiliului Provizoriu al Frontului Salvării Naționale, constituit la 22 decembrie 1989, iar la 27 decembrie 1989 a fost ales membru în Biroul Executiv al Consiliului Frontului Salvării Naționale, îndeplinind funcția de secretar. În urma alegerilor din 20 mai 1990 - primele alegeri generale, parlamentare și prezidențiale din România după Revoluția din decembrie 1989 - a fost ales Parlamentul bicameral constituit din Adunarea Deputaților și Senat, cele două Camere urmând să se constituie în Adunarea Constituantă. La alegerile parlamentare din 1990, Marțian Dan a fost ales deputat de Vaslui pe lista Frontului Salvării Naționale. A fost președinte al Camerei Deputaților între 18 iunie 1990 și 14 octombrie 1992, precum și co-președintele Adunării Constituante. Dan a deținut și funcția de vicepreședinte al Camerei Deputaților în legislatura 1992-1996. A mai deținut un mandat de deputat și în următoarea legislatură, 1996-2000, iar din 2001 și până la deces a fost ambasadorul țării lui în Portugalia.

## Studii
- Academia de Studii Economice din București, Facultatea de Economie Generală;
- Universitatea „M.V. Lomonosov”, Facultatea de Istorie.

## Distincții
- Ordinul Muncii clasa a III-a (30 aprilie 1966) „cu prilejul celei de-a 45-a aniversări de la înființarea Partidului Comunist din România, pentru merite deosebite în opera de construire a socialismului”[3]
- Ordinul „Tudor Vladimirescu” clasa a III-a (4 mai 1971) „cu prilejul aniversării a 50 de ani de la constituirea Partidului Comunist Român, [...] pentru merite deosebite în opera de construire a socialismului”[4]